# Боровак при Подкуму
Боровак при Подкуму (словен. Borovak pri Podkumu) је насељено место у општини Загорје об Сави, Засавска регија, Словенија.

## Историја
До територијалне реорганизације у Словенији био је у саставу старе општине Загорје об Сави.

## Становништво
У попису становништва из 2011. године, Боровак при Подкуму је имао 121 становника.
| Број становника према пописима | Број становника према пописима | Број становника према пописима |
| ------------------------------ | ------------------------------ | ------------------------------ |
| 1991                           | 2002                           | 2011                           |
| 83                             | 81                             | 121                            |

Напомена: До 1955. исказивано под именом Боровак. Године 2015. умањено за део насеља који је припојен насељу Подкум.